# Руокоярви (озеро, Сортавальский район)
Ру́окоя́рви (фин. Ruokojärvi) — озеро на территории Кааламского сельского поселения Сортавальского района Республики Карелия.

## Общие сведения
Площадь озера — 2,6 км², площадь бассейна — 452 км². Располагается на высоте 75,0 метра над уровнем моря.
Форма озера продолговатая, вытянутая с севера на юг. Берега каменисто-песчаные, местами сильно заболочены.
С северной стороны в озеро втекает, а южной стороны вытекает река Тохмайоки.
Вдоль западного берега озера проходит линия железной дороги Маткаселькя — Вяртсиля. У южной оконечности озера располагается посёлок Саханкоски, через который проходит железнодорожная линия Маткаселькя — Суоярви, а также грунтовая дорога местного значения 86К-15 («Сюскюярви — Маткаселькя») и трасса А121 («подъезд к МАПП „Вяртсиля“»).
Код водного объекта в государственном водном реестре — 01040300211102000013216.
Название озера переводится с финского языка как «Камышовое, тростниковое озеро».